# Giacomo Briano

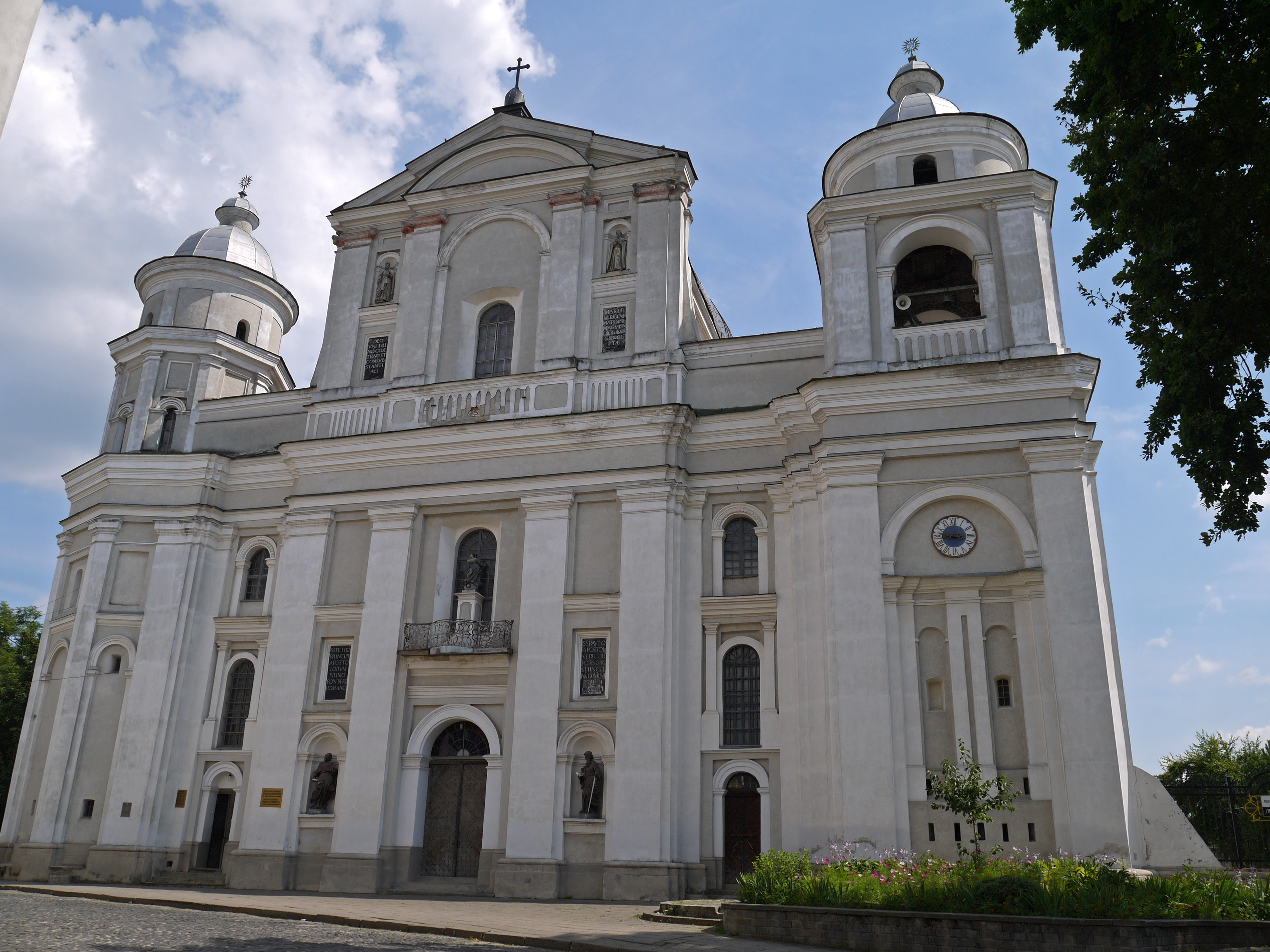
kościół Św. Piotra i Pawła w Łucku

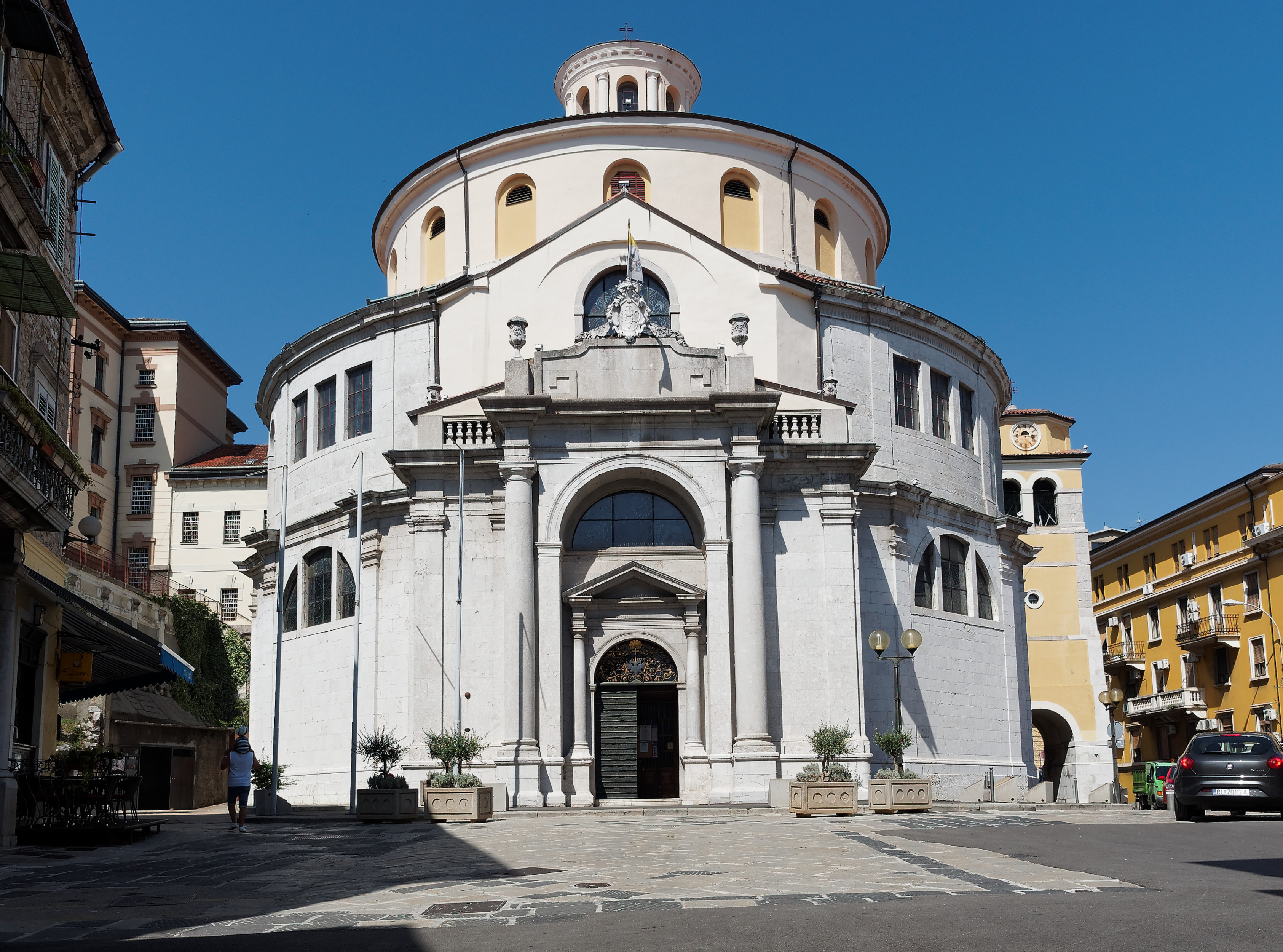
Katedra Świętego Wita w Rijece

Giacomo Briano (ur. ok. 1589 w Modenie, zm. 1 października 1649 w Busseto) – włoski architekt, jezuita, w latach 1617–1621 i 1630–1632 tworzący w Polsce. 

## Życiorys
Wykształcenie uzyskał przed wstąpieniem (w r. 1607) do Towarzystwa Jezusowego. Znał bardzo dobrze twórczość Pellegrino Tibaldiego, jego twórczość odznacza się ewidentnymi zapożyczeniami od dzieł tego architekta. Briano znał dobrze także teorię architektury, o czym świadczy fakt, iż zwracał się do generała zakonu z prośbą o pozwolenie na komentowanie traktatów architektonicznych.
Ukończył w latach 1613–1616 budowę kolegium w Castiglione, przygotował projekt kolegium w Mirandoli (realizowane  1619–1621), rozpoczął według swego projektu budowę kościoła S. Maria Maggiore (1627–1630) w Trieście, zaprojektował w 1632 kościół Św. Wita w Rijece (Fiume).
W Polsce przebywał dwukrotnie: pomiędzy 1617 a 1621 oraz w latach 1630–1632. Pełnił obowiązki naczelnego architekta Prowincji Polskiej. Zaprojektował kościół jezuicki w Łucku (ob. katedra) (1617-162)), we Lwowie (1620–1621), Ostrogu (nieistniejący, zburzony w XIX wieku) (1630–1632), kolegium przy kościele w Lublinie (1620), a także kaplicę Gostomskich przy nieistniejącym kościele zakonu w Sandomierzu. Według jego projektów rozbudowano kościół Św. Jana w Jarosławiu. Prawdopodobnie uczestniczył też przy wznoszeniu kościoła pw. ŚŚ. Piotra i Pawła w Krakowie (1619). Pracując we Włoszech sporządził projekty dla kościoła w Przemyślu (ok. 1622) (ostatecznie niezrealizowane).

## Literatura dodatkowa
- Stanisław Bednarski T.J.: Briano Giacomo. W: Polski Słownik Biograficzny. T. 2: Beyzym Jan – Brownsford Marja. Kraków: Polska Akademia Umiejętności – Skład Główny w Księgarniach Gebethnera i Wolffa, 1936, s. 435. Reprint: Zakład Narodowy im. Ossolińskich, Kraków 1989, ISBN 83-04-03291-0